# M7 SNCB
Les M7, de la famille Bombardier Twindexx (de) sont la nouvelle génération de voitures à deux niveaux de la Société nationale des chemins de fer belges (SNCB). Elles sont construites depuis 2016 par Bombardier et Alstom. Alstom est responsable de la construction des voitures pilotes motorisées sur le site de Valenciennes et le site de Charleroi s'occupera de l'ETCS ainsi que de l'installation du système électrique. Bombardier à Bruges s'occupera de l'assemblage des voitures non motorisées.
Les premières voitures sont entrées en service en janvier 2020 ; les motrices assurent des parcours commerciaux depuis août 2021.
Les voitures M7 sont compatibles avec les voitures-pilotes M6 et I11, peuvent être couplées (sans réversibilité) avec les voitures M4 et I10 et circuler aux Pays-Bas, Grand-Duché de Luxembourg, ainsi que sur les lignes à grande vitesse belges.

## Histoire

### Construction
La SNCB a commandé 445 voitures, représentant 105 000 places, à un prix total de 1,3 milliard de dollars canadiens, pour une livraison entre 2018 et 2021.
Les 445 premières voitures sont divisées en 90 voitures-pilotes motorisées, 65 voitures-pilotes non motorisées et 290 voitures. La part de Bombardier dans cet ordre initial est estimé à 787 millions d'euros, la part d'Alstom étant de 471 millions d'euros.
La mise en œuvre de voitures pilotes motorisées tritension est une première pour la SNCB. Cette formule a l'avantage - par rapport à une rame tractée - de permettre d'utiliser toute la longueur utile des quais pour l'embarquement des voyageurs, tout en conservant la possibilité de faire évoluer la composition des rames au gré des besoins, que ce soit en cours de journée sur une même relation - renforcement de la composition en heure de pointe - ou sur le long terme, durant les 4 décennies de services de ce matériel. Le fait que ces voitures motrices soient plus spécialisées que des locomotives électriques classiques ne pose plus vraiment question depuis que les activités fret et passager sont opérées par des sociétés distinctes. L'engin est par ailleurs compatible avec plusieurs séries de matériel et devrait sans grande difficulté le rester avec les prochaines séries à commander, la SNCB restant de longue date cohérente au niveau des protocoles de communication entre engins (conduite en unité multiple, sonorisation et commande des portes d'embarquement, conduites de frein pneumatiques), du type et de la position de l'attelage automatique ou encore de l'interface physique d'intercirculation entre caisses (tampons, crochets, position des portes, boudins et passerelles).
Fin 2020, la SNCB passe commande d'une deuxième tranche comportant 68 voitures-pilotes non motorisées et 130 voitures d'un type nouveau, accessibles de manière autonomes avec des équipements pour les personnes à mobilité réduite.

### Mise en service
Initialement prévue à l'automne 2018, la livraison est repoussée d'abord pour avril 2019, puis pour l'été 2019, et finalement fin 2020.
Les premières voitures M7 sortent d'usine fin 2018. Elles sont soumises à une série de tests sur le locodrome de Velim (en République tchèque), puis sur le réseau SNCB.
En mai 2019, une voiture-pilote M7 démarre une phase d'essais tandis qu'une première motrice quitte l'usine de Valenciennes pour la République tchèque afin d'être testée sur le circuit de Velim.
Les premières voitures M7 circulent en service commercial à partir de janvier 2020. Les 3 premières voitures ont commencé leur service avec des voitures M4 sur des trains P entre Liège-Guillemins et Bruxelles-Midi, puis avec des voitures I11 sur des trains P entre Visé, Liège et Bruxelles-Midi via la ligne à grande vitesse LGV 2.
À partir de l'été 2020, la SNCB met en circulation une rame comportant 5 M7 couplées à 3 M4 circulant sur un IC-18 (Bruxelles-Midi - Namur - Liège-Saint-Lambert).[réf. souhaitée]
Après les vacances scolaires, c'est au tour des IC-01 (Ostende-Eupen) de recevoir les M7. Elles y ont été incorporées petit à petit sur plusieurs rames allant jusqu'à 5 M7 par rame en remplacement d'une partie des voitures I11.Cependant La SNCB met a disposition une i11 avec 3 à 4 voitures accompagnés des M7 double étage et d'une locomotive série 18.
Fin novembre 2020, les M7 ne peuvent circuler qu'à deux maximum par train à cause de problèmes d'interférences sous 25 kV[réf. souhaitée]. Depuis avril 2021, le nombre de M7 maximum sous 25 kV est passé à 4. Au-delà, les problèmes d'interférences (au niveau des convertisseurs de traction) sont toujours présents. Des rames complètes sont à nouveau autorisées à partir de l'été.
À partir du 23 août 2021, un premier train encadré par une motrice et une voiture-pilote entre en service commercial sur les trains P 7012 et 8014 (Gand-Alost-Schaerbeek) puis sur les P 7306 et 8305 (Tongres-Bruxelles) ainsi que deux IC-20 en soirée. Elles sont ensuite déployées en priorité sur les trains IC.
Les voitures livrées à partir de 2022 sont équipées de vitres d'un nouveau type éliminant l'effet cage de Faraday qui tend à dégrader la performance de la 4G pour les voyageurs à bord. Les M6 sont également concernées par ces modifications.

## Utilisation
Le plan de transport du premier semestre de 2023 fait circuler des voitures et motrices M7 sur les relations suivantes :
- IC-01 Ostende - Eupen, assurés quasi-exclusivement par des rames réversibles avec six voitures M7, une I10 "vélos", une I11 et une I11 pilote ou une M6 multiservices ;
- IC-03 Genk - Louvain - Bruxelles - Blankenberge : rames mixtes d'une ou deux M7 Bmx et de voitures M6 en alternance avec des automotrices AM96 ;
- IC-14 Quiévrain - Mons - Bruxelles - Landen - Liège : rames complètes avec motrices et voitures-pilotes en alternance avec des automotrices AM80 ;
- IC-20 Gand - Alost - Bruxelles - Aarschot - Tongres : rames complètes de M7 (avec motrice ou locomotive série 18) en alternance avec des voitures M4 ;
- Train P 7014/8014 Schaerbeek - Gand-Dampoort - Saint-Nicolas : une rame complète avec motrice.

Depuis le 12 juin 2023, 
- IC-26 Courtrai - Ath - Bruxelles - Termonde - Saint-Nicolas : rames complètes avec motrices en alternance avec quelques paires d'automotrices AM80. Depuis septembre, la totalité des rames M6 ont été mutées ailleurs pour laisser la place aux couples M7.

Début 2024 apparaissent des compositions hybrides d'une motrice et une voiture-pilote encadrant trois voitures M4 à un étage.

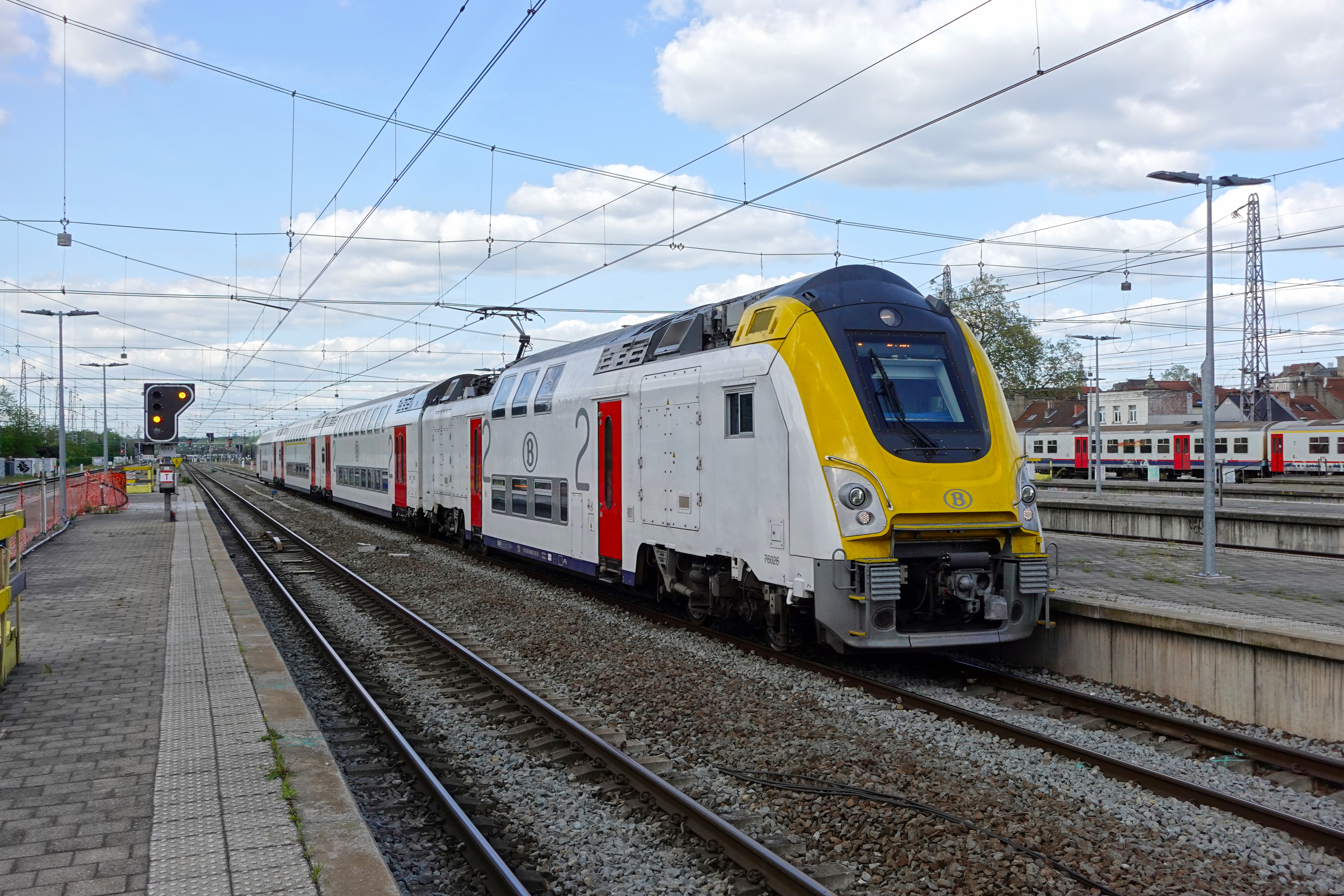
Rame de quatre M7 tractée par une motrice Bmx.
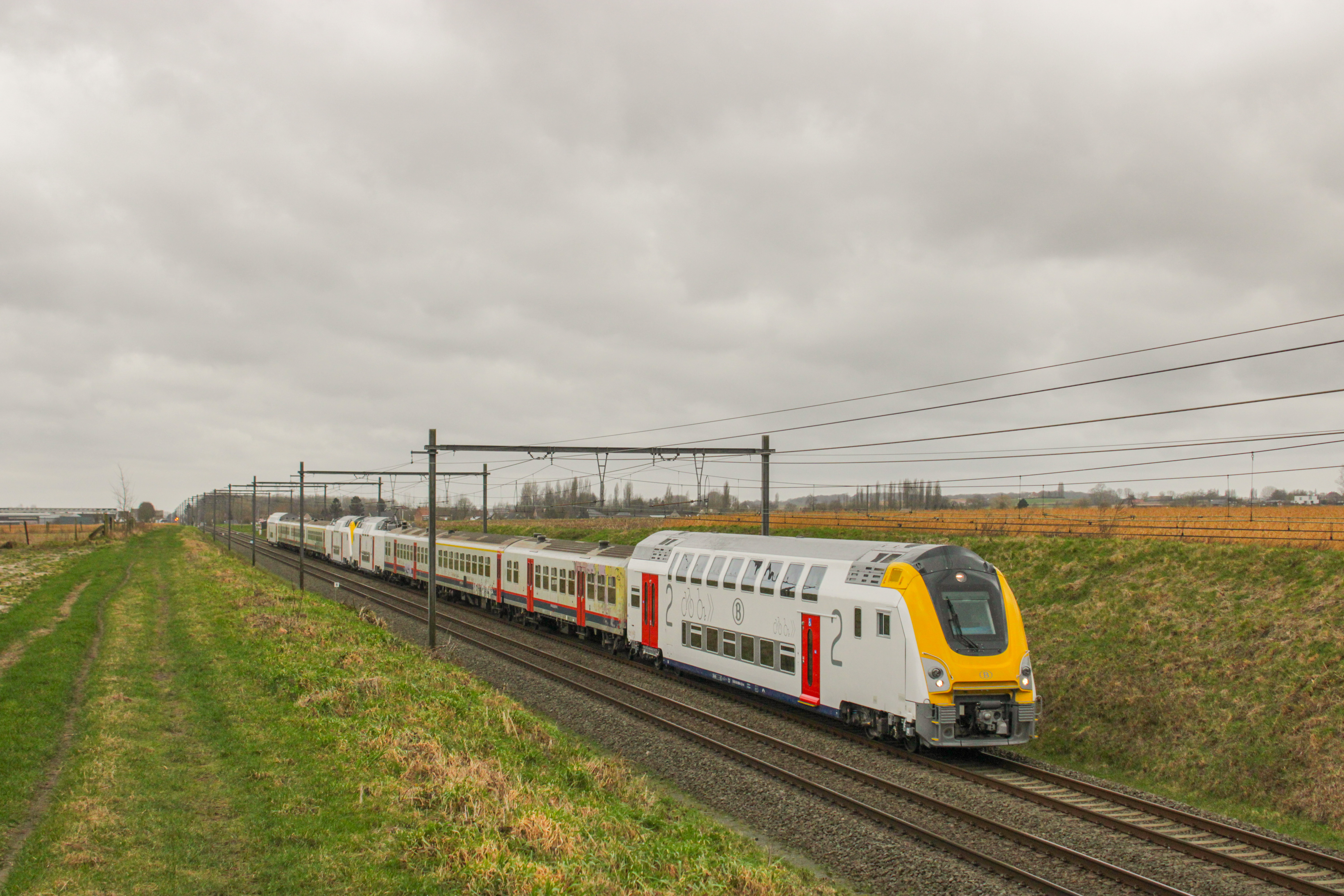
Rame motorisée de quatre M7 et six M4.
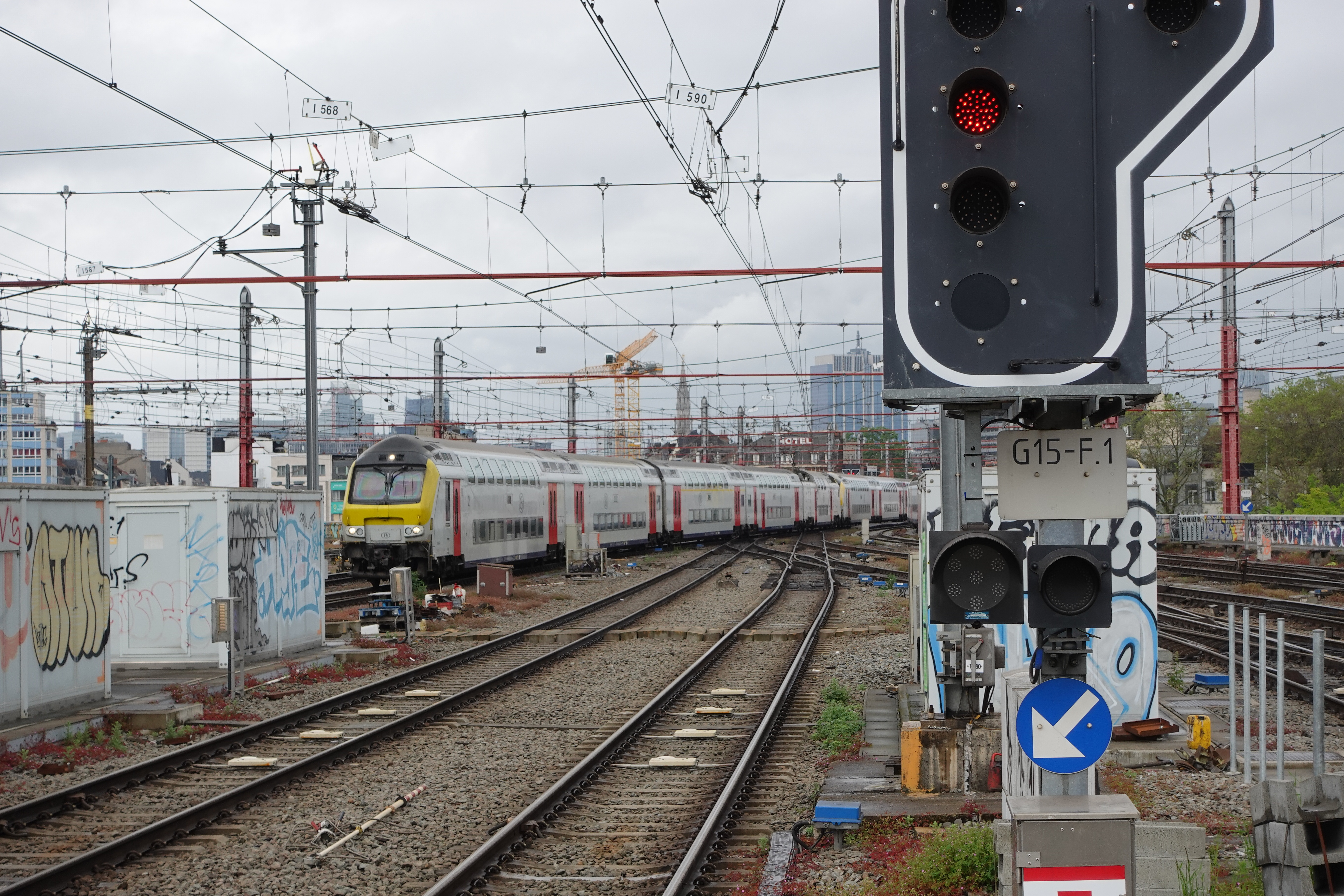
Composition de deux motrices M7 et dix voitures M6.

## Caractéristiques

### Caractéristiques générales

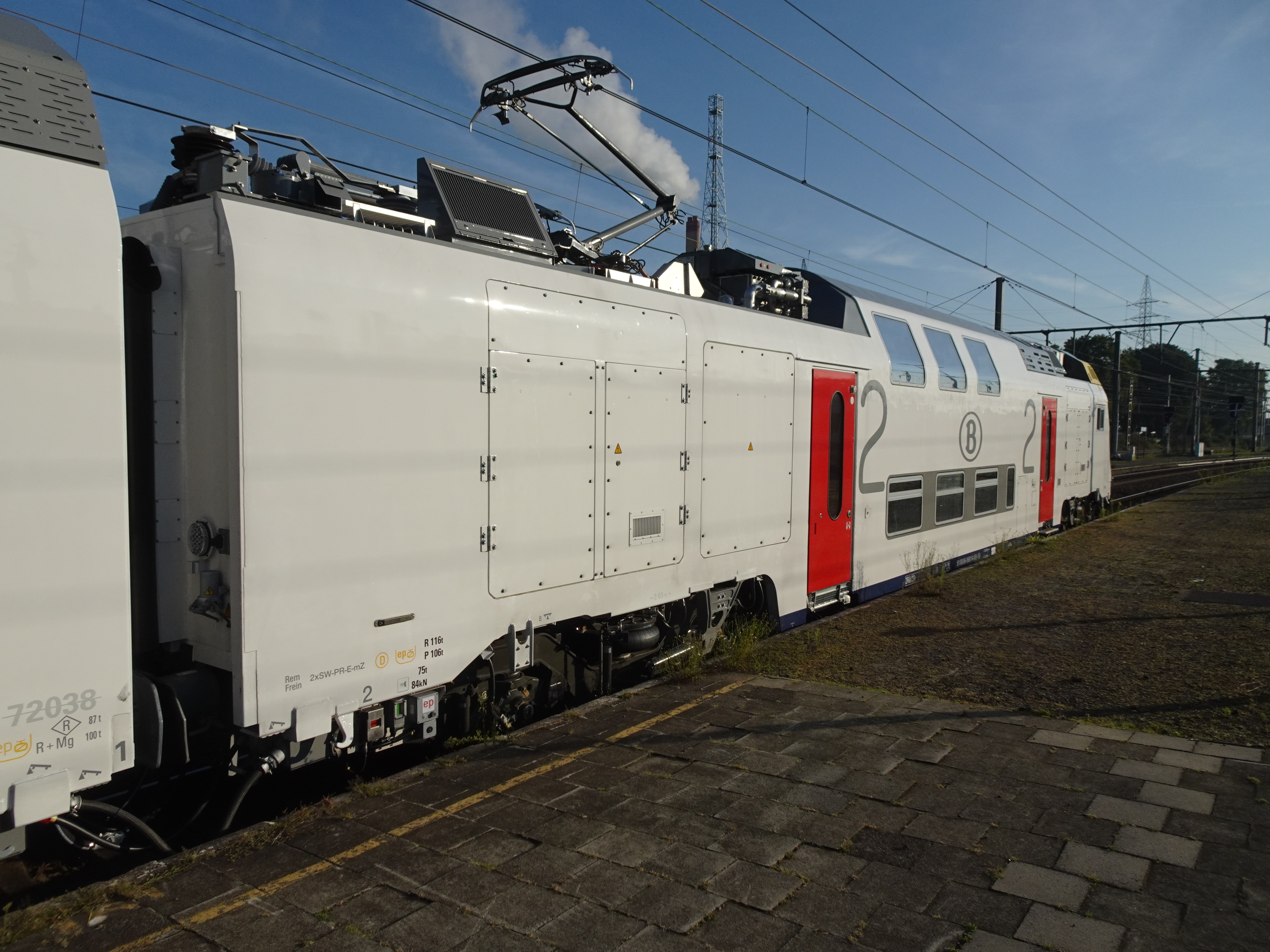
La motrice dispose de deux salles des machines.

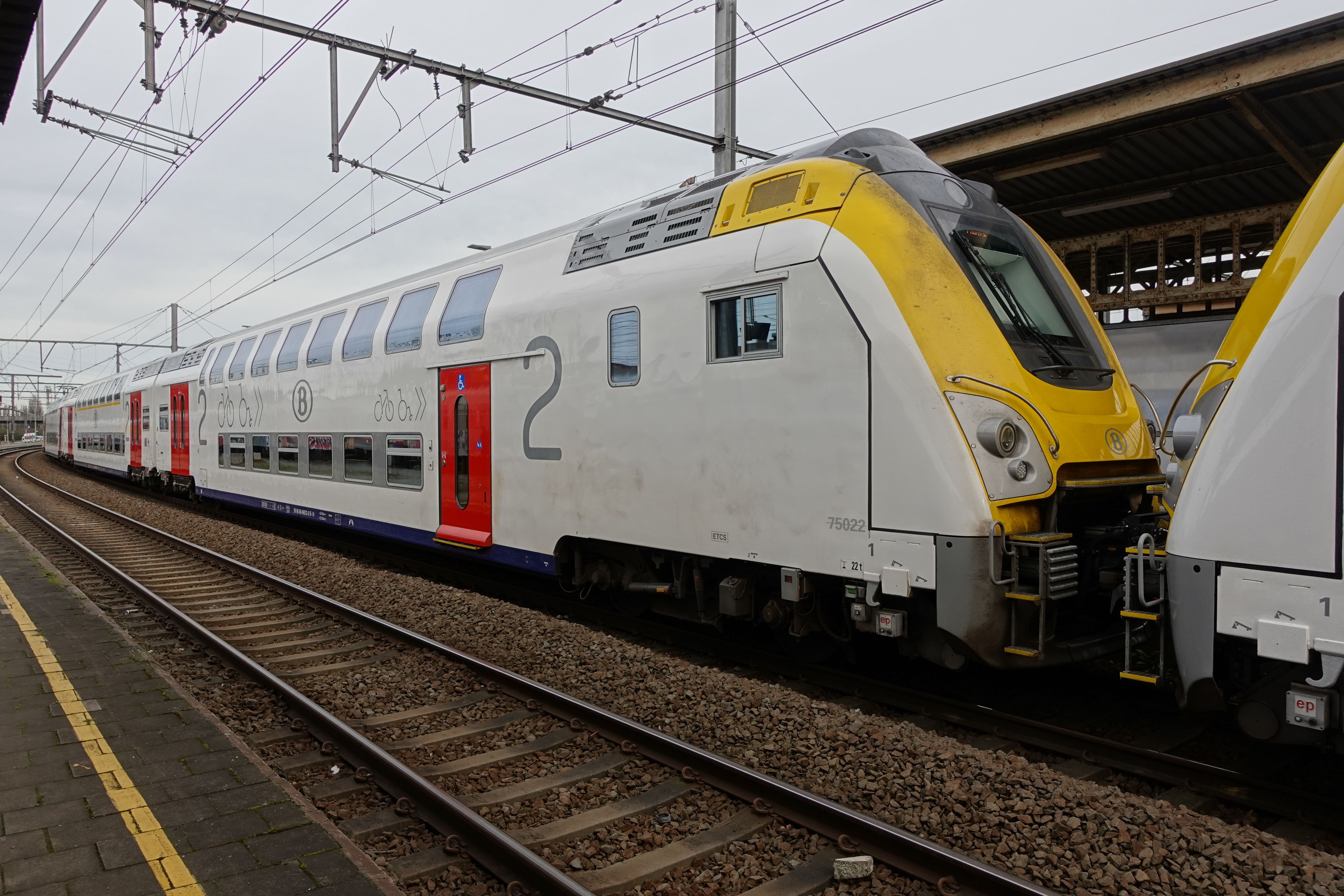
Voiture-pilote BDx.

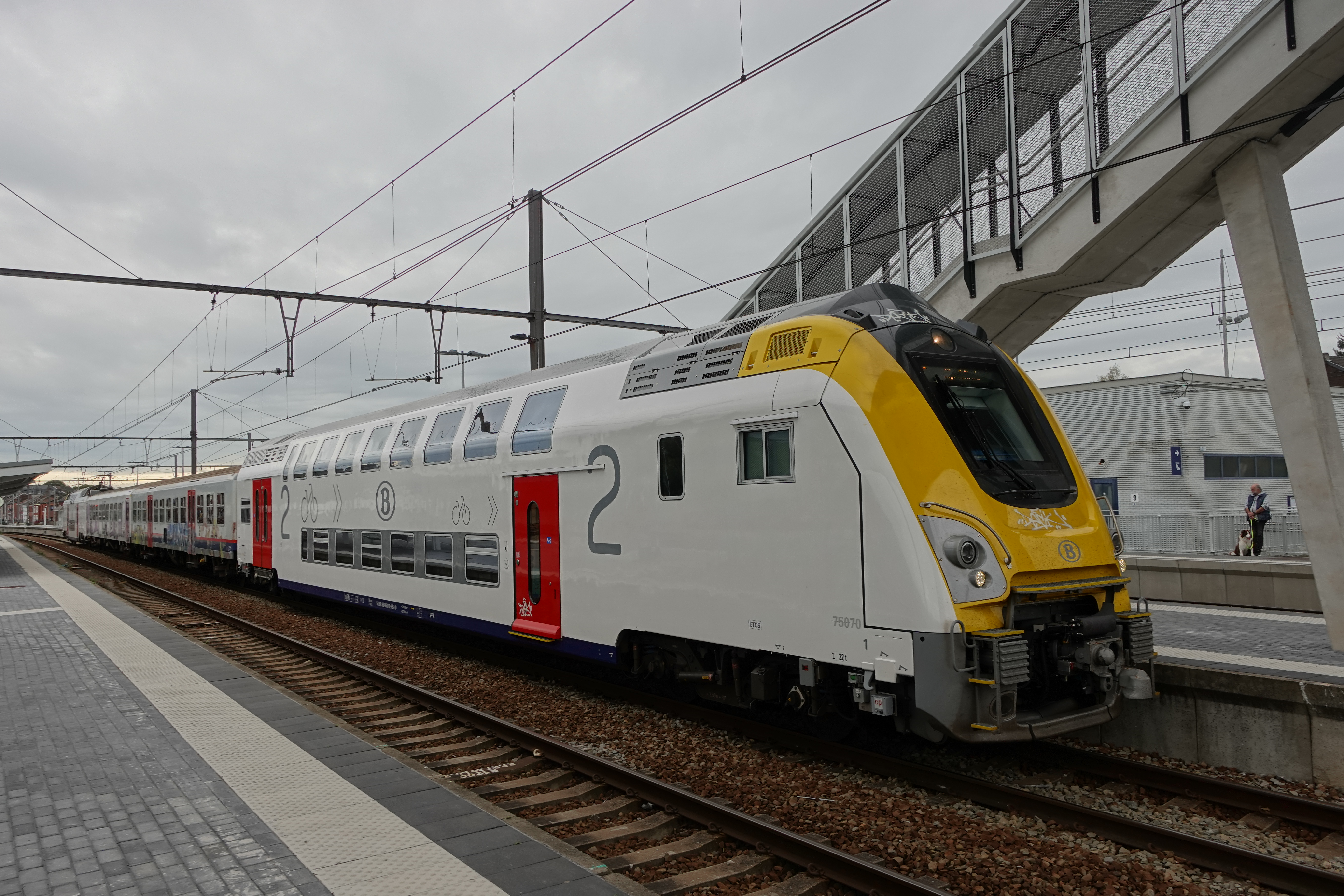
Voiture-pilote BVx.

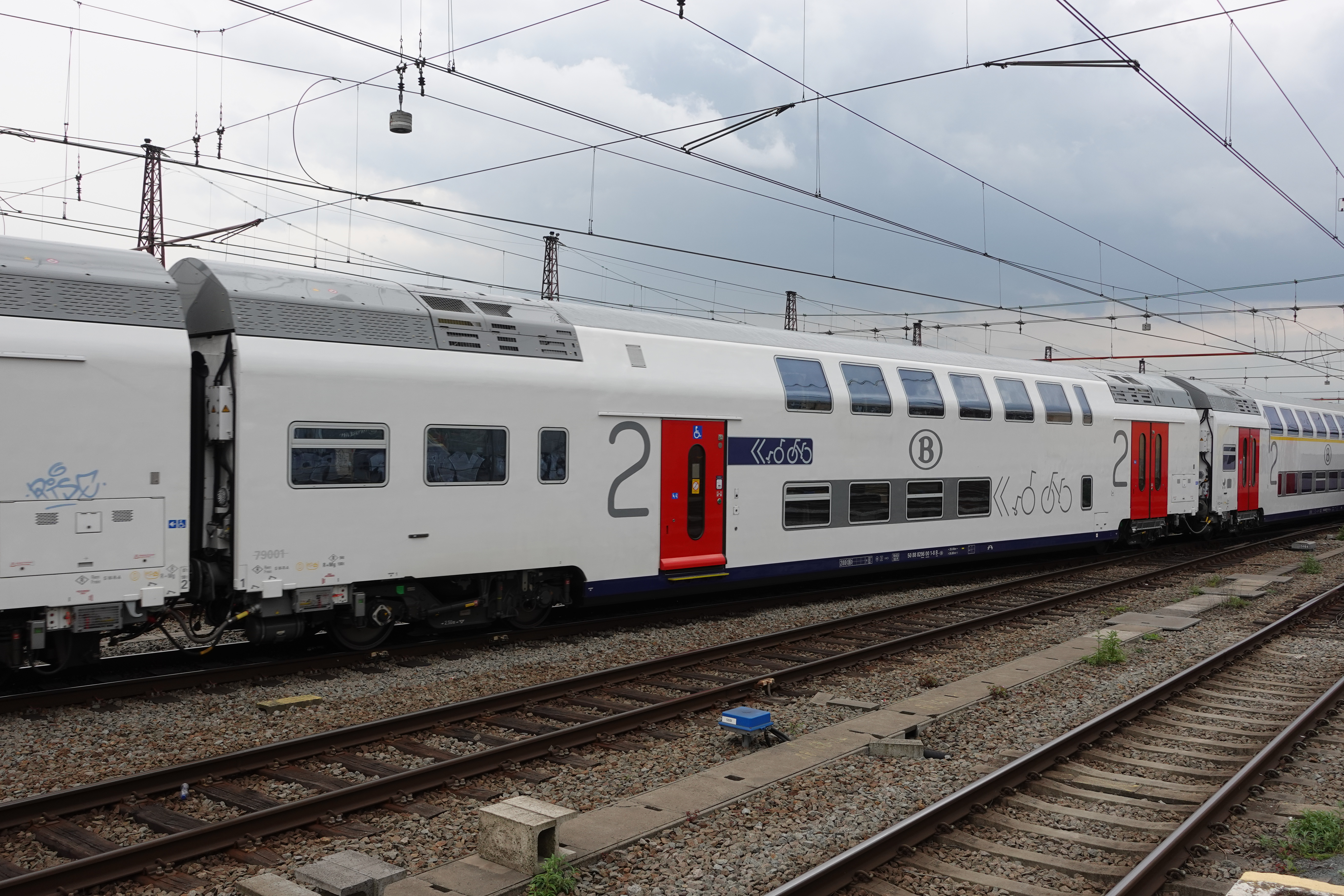
Voiture BD.

Les voitures M7 sont principalement destinées au trafic InterCity et peuvent circuler à 200 km/h. Elles disposent de la climatisation, d'un système de toilettes en circuit fermé et d’écrans d'information.
L'aspect extérieur des voitures intermédiaires est quasi identique à celui des voitures M6, dont elles sont issues mais se distinguent par des marquages surdimensionnés, qui ont depuis été appliqués aux M6 passant en rénovation, et par la position des écrans indicateurs de destination. L'intérieur fait appel à de nouveaux sièges et de nouveaux matériaux.
Les voitures-pilotes et les motrices se distinguent des voitures M6 par leurs faces frontales inspirées de celles des Twindexx allemandes.

### Types
Elles comportent les types suivants :
- voiture mixte première et seconde classe avec la première classe à l'étage supérieur (AB) ;
- voiture de seconde classe (B) ;
- motrice à deux étages comportant deux petites salles d'une trentaine de places ainsi que les équipements électriques (Bmx).

Certains types de voitures (incluant la lettre D pour Disabled) sont équipées d'un espace à l'étage inférieur pour les personnes en fauteuil roulant ainsi que pour les vélos ; le type incluant la lettre V ne met à disposition que l'espace vélos : Ces trois types mettent à disposition des vélos et PMR une paire de portes d'accès proches de la hauteur du quai.
Dans les deux types de voiture-pilote, côté cabine de conduite, un escalier avec palier donne accès à l'étage supérieur, lequel est proche de celui des M7 B mais avec un espace à bagages et 6 sièges transversaux au-dessus du vestibule inférieur.

#### M7 BDx
La voiture-pilote de seconde classe BDx dispose à son étage inférieur d'une salle de sièges transversaux avec place assise et toilette adaptée aux fauteuils roulants pourvue d'une table à langer.
La SNCB s'est expliquée au sujet de leur accessibilité critiquée : la hauteur des portes accessibles aux personnes à mobilité réduite, plus basses que la hauteur standard des quais (76 cm),. Cette critique a mené aux deux types suivants dans la deuxième tranche de la commande:

#### M7 BVx
La voiture-pilote de seconde classe BVx se distingue du voiture-pilote BDx par son absence de toilette et  avec un espace vélos plus vaste et plus de strapontins. 

#### M7 BD
Les M7 BD sont les 130 voitures (sans cabine de conduite) d'un type nouveau, dont la commande a été passée dans la deuxième tranche en décembre 2020, accessibles de manière autonomes avec des équipements pour les personnes à mobilité réduite: des portes d'accès à hauteur d'un quai haut (76 cm) et une toilette adaptée aux fauteuils roulants (comme les voitures-pilotes BDx).

### Technique
La caisse est une structure autoportante et modulaire construite en acier. Le plancher du niveau supérieur est en aluminium extrudé, avec une isolation acoustique et des panneaux de bois (Okoumé et Igaganga). La face avant des motrices et voitures-pilote est réalisée en plastique renforcé de fibre de verre constituant une coque recouvrant la structure métallique protégeant le conducteur des chocs. Les freins des voitures comportent 6 disques et des patins électromagnétiques, nécessaires pour circuler à 200 km/h. En plus du freinage automatique et magnétique, les M7 sont également aptes au freinage électrodynamique et les voitures non-motorisées sont pourvues d'un frein à vis. La motrice ne comporte que 4 disques et le rapport poids-puissance limite sa vitesse à 100 km/h si elle circule seule, sans voitures. Les bogies des motrices et l'essieu extrême du bogie des voitures-pilotes sont muni d'un graisseur, atténuant l'usure des roues en service. Un climatiseur et un convertisseur statique sont disposés en toitures. Les voitures possèdent des réservoirs d'air pour le freinage et le frein magnétique mais aussi pour la commande des portes et la suspension pneumatique des bogies. En plus de sa motorisation, la motrice dispose également de deux compresseurs destinés à alimenter le freinage et les systèmes du train, ainsi que d'un compresseur auxiliaire pour le levage des pantographes (un pantographe pour le courant continu et un pour le monophasé). Le convertisseur de la motrice prélève une partie du courant de la caténaire et le transforme en 24 V continu (éclairage, batteries), 400 V triphasé (climatisation) et 230 V alternatif (prises de courant des voyageurs).

### Motorisation
Les bogies moteurs fabriqués par Alstom Le Creusot sont pourvus de deux moteurs de traction chacun, fonctionnant au courant triphasé, alimentés par un onduleur (un par moteur de traction). Les automotrices sont prévues pour circuler sous 3 kV continu, 25 kV 50 Hz et 1,5 kV continu et fournissent une puissance de 3 000 kW laquelle peut être temporairement portée à 3 300 kW lorsque les conditions pour activer le mode "boost" sont réunies ; dans un tel cas la chaîne de traction de chaque essieu développe 825 kW au lieu de 750.

### Aménagement
La première classe dispose de sièges en cuir gaufré avec plusieurs cloisons de séparation au revêtement en bois et du tapis au sol. Du bois est également employé pour les porte-bagages et les tablettes, lesquelles sont plus grandes qu'en 2e classe pour les sièges en vis-à-vis. La disposition des sièges est néanmoins en 2+2 par rangée, comme les M6, mais toutes les places de première classe (au total 58) se trouvent au second étage.
La seconde classe reprend l'agencement des voitures M6 mais avec des sièges aux montants plus fins, facilitant le stockage de valises, dotés d'un revêtement en tissu quadrillé de noir. Le sol est en linoléum imitation bois et du bois stratifié est employé pour les tablettes ; les autres cloisons et revêtements sont en plastique gris perle et gris métallisé. Chaque groupe de sièges dispose d'une prise de courant (tandis qu'il y en a une sous chaque fauteuil en première classe) et plusieurs écrans informatifs se trouvent à chaque étage au niveau des porte-bagages. Les voitures AB et B disposent d'une toilette à une extrémité et à l'autre extrémité d'une petite salle de 16 places dont 4 strapontins à l'autre où est possible l'accueil des poussettes et vélos. Davantage d'écrans sont disposés à bord et les poubelles installées sur les plateformes attenantes aux portes sont prévus pour le tri sélectif (PMC et tout-venant). Les voitures B et AB disposent de portes au-dessus des bogies avec une différence de hauteur entre le plancher et le quai.
Un tiers de la motrice est aménagé avec des places assises. Ce véhicule ne dispose pas de toilette mais un couloir traverse la salle des machines arrière pour accéder à la voiture suivante. À chaque plate-forme, constituée de deux portes à un seul battant, et des escaliers décalés donnent accès à deux salles de 26 places, celle du deuxième étage comportant une rangée de trois sièges adjacente au sas de chaque escalier. Comme toutes les M7 et M6, des portes automatiques antibruit se trouvent en haut de chaque escalier d'accès.

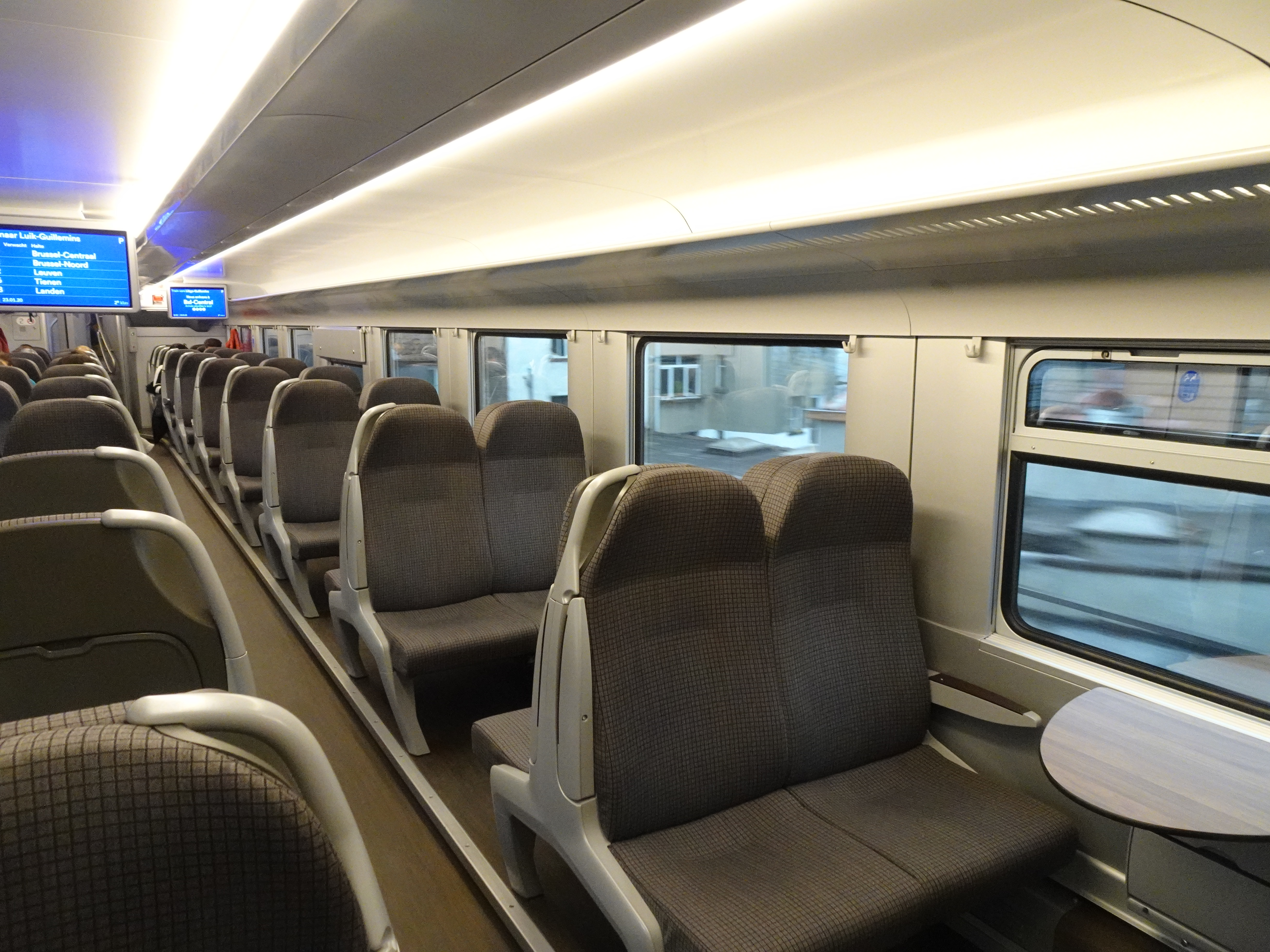
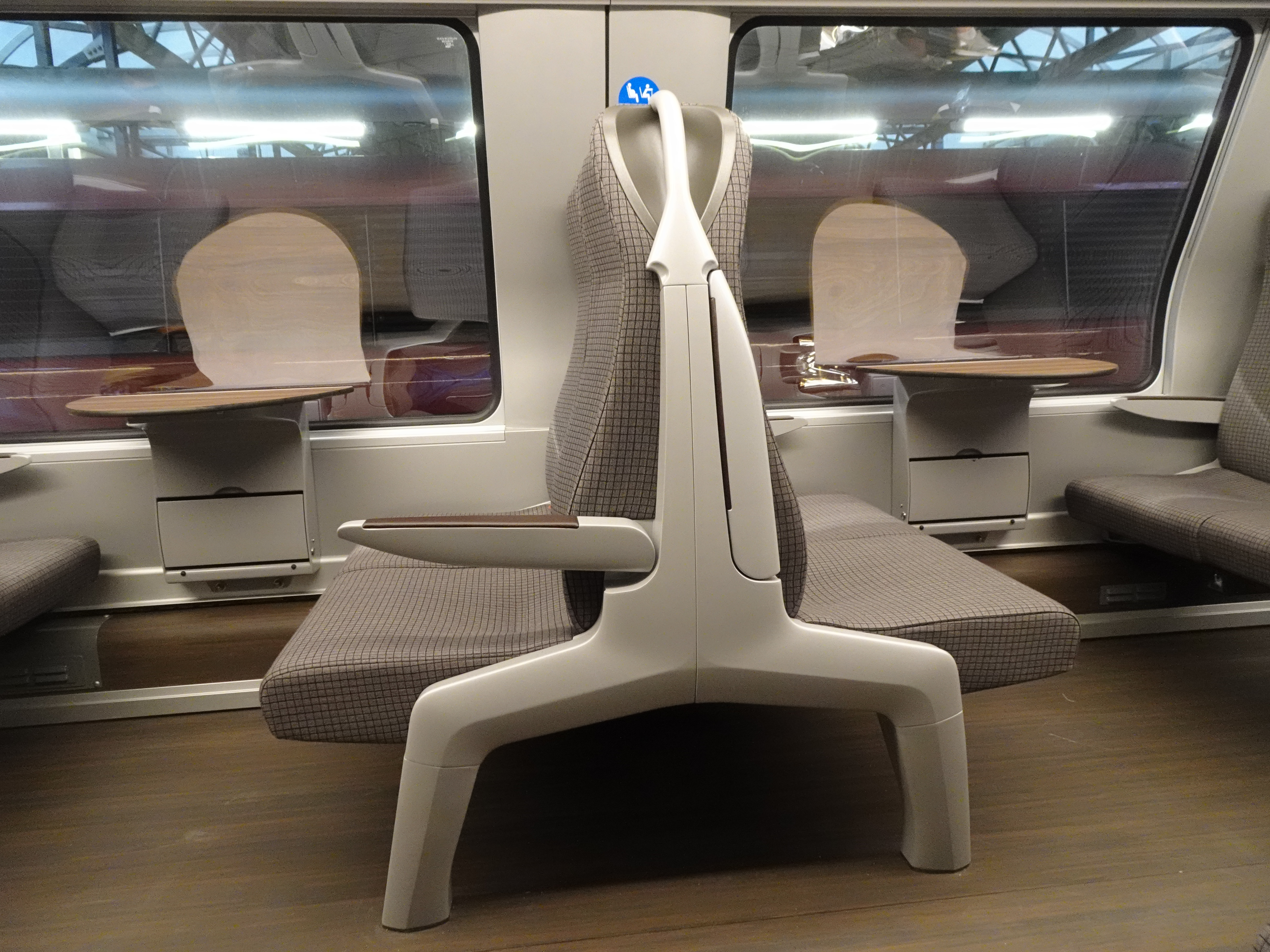
Intérieur en seconde classe.
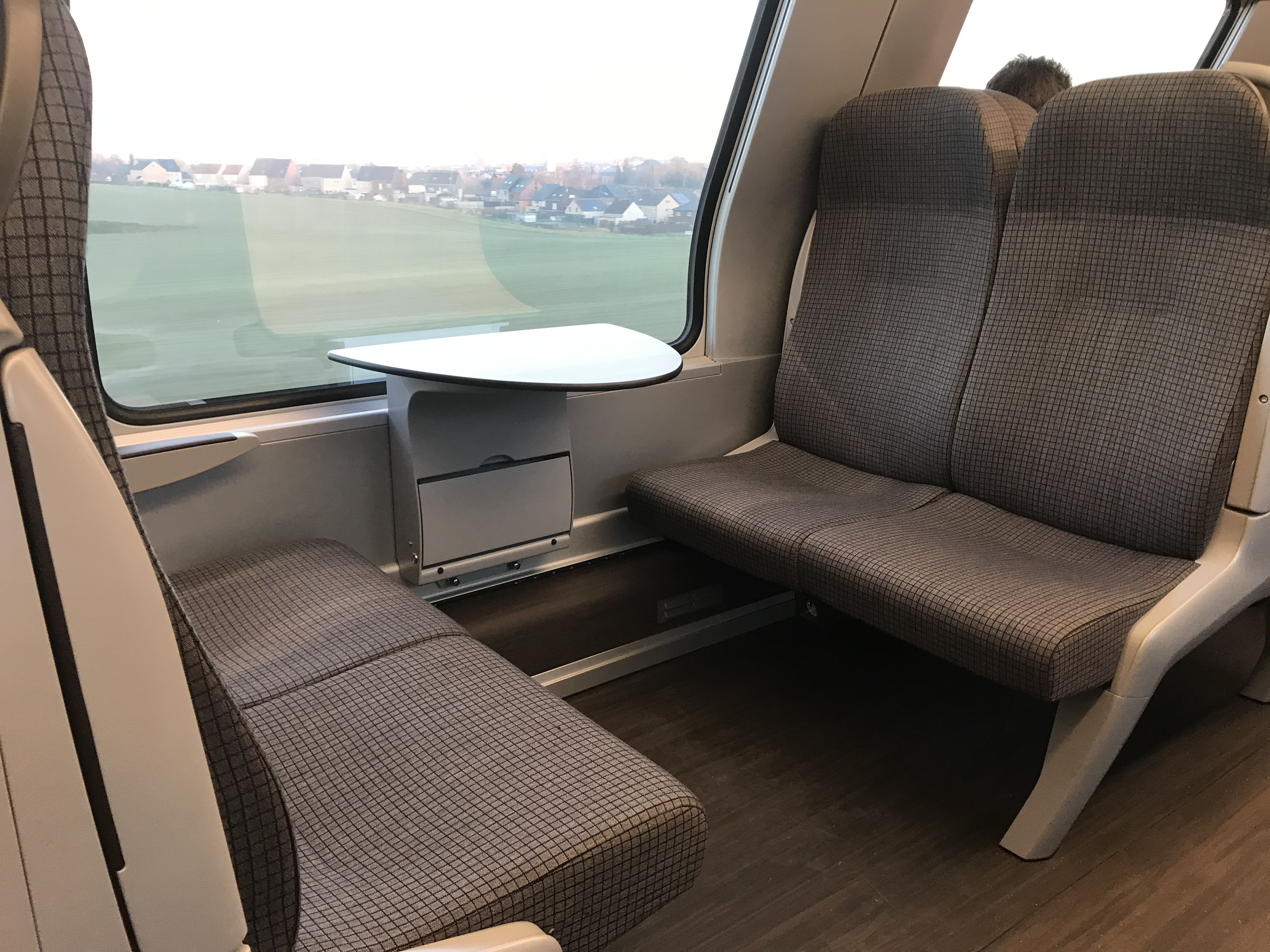
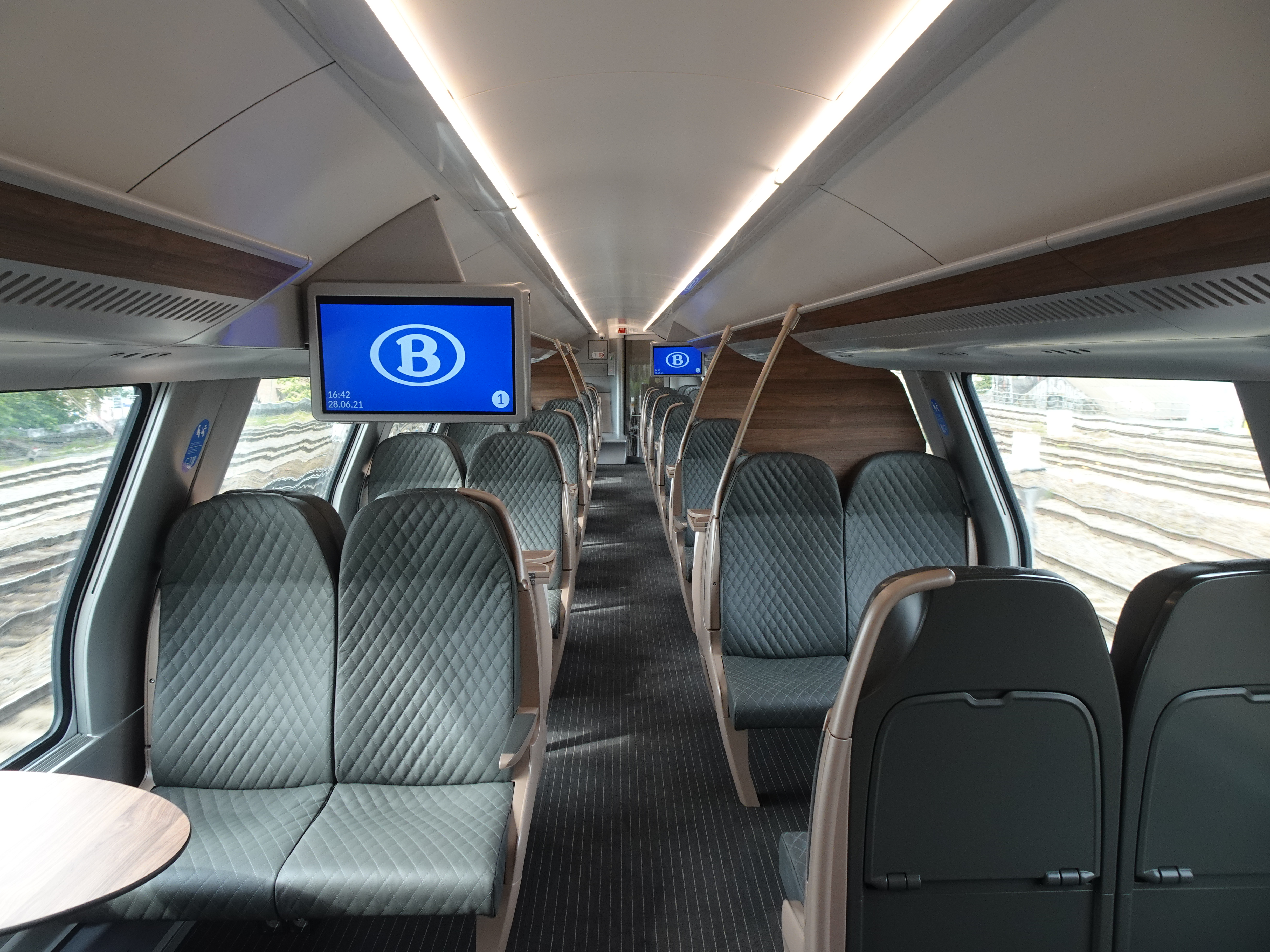
Intérieur en première classe.
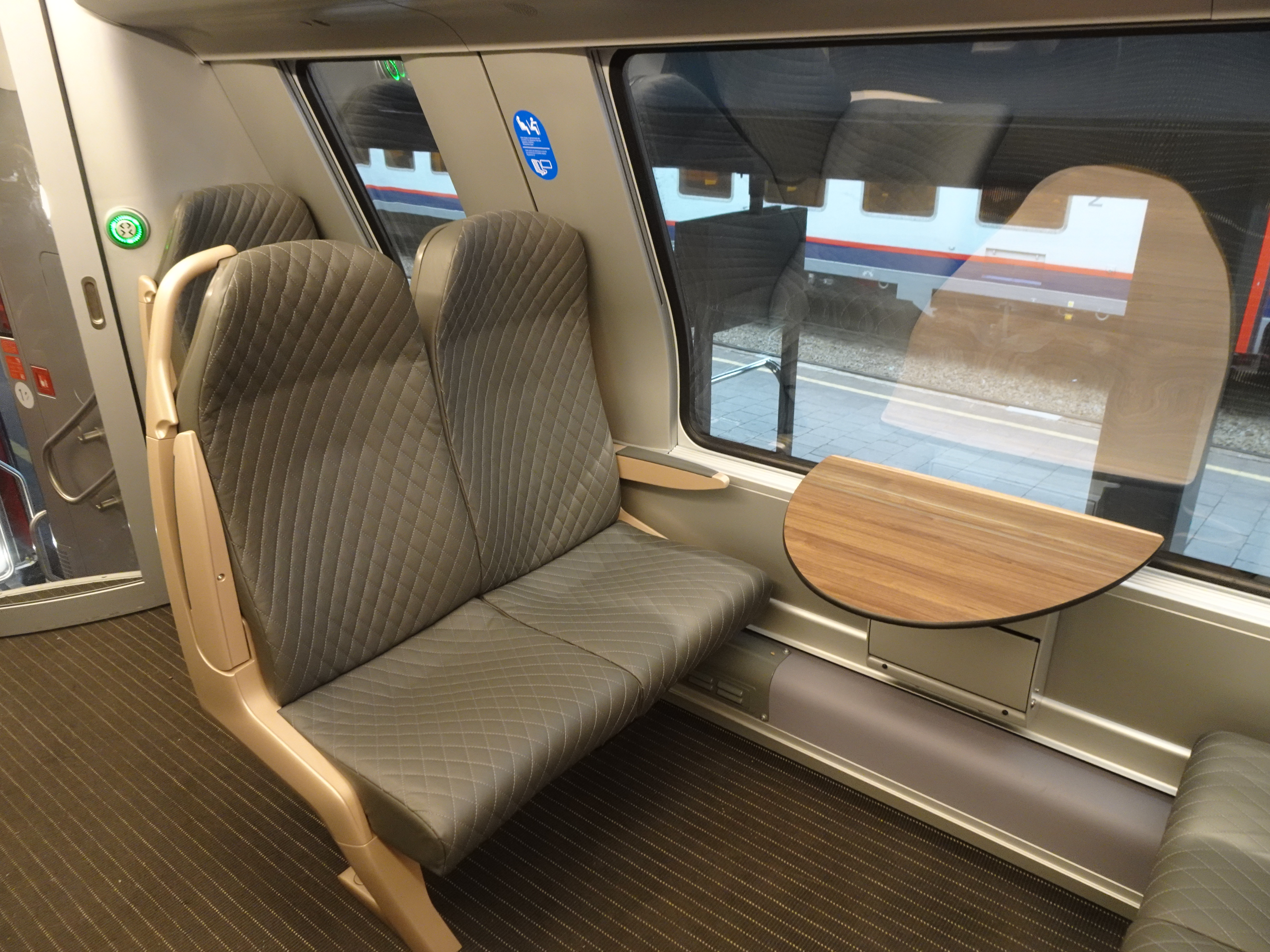
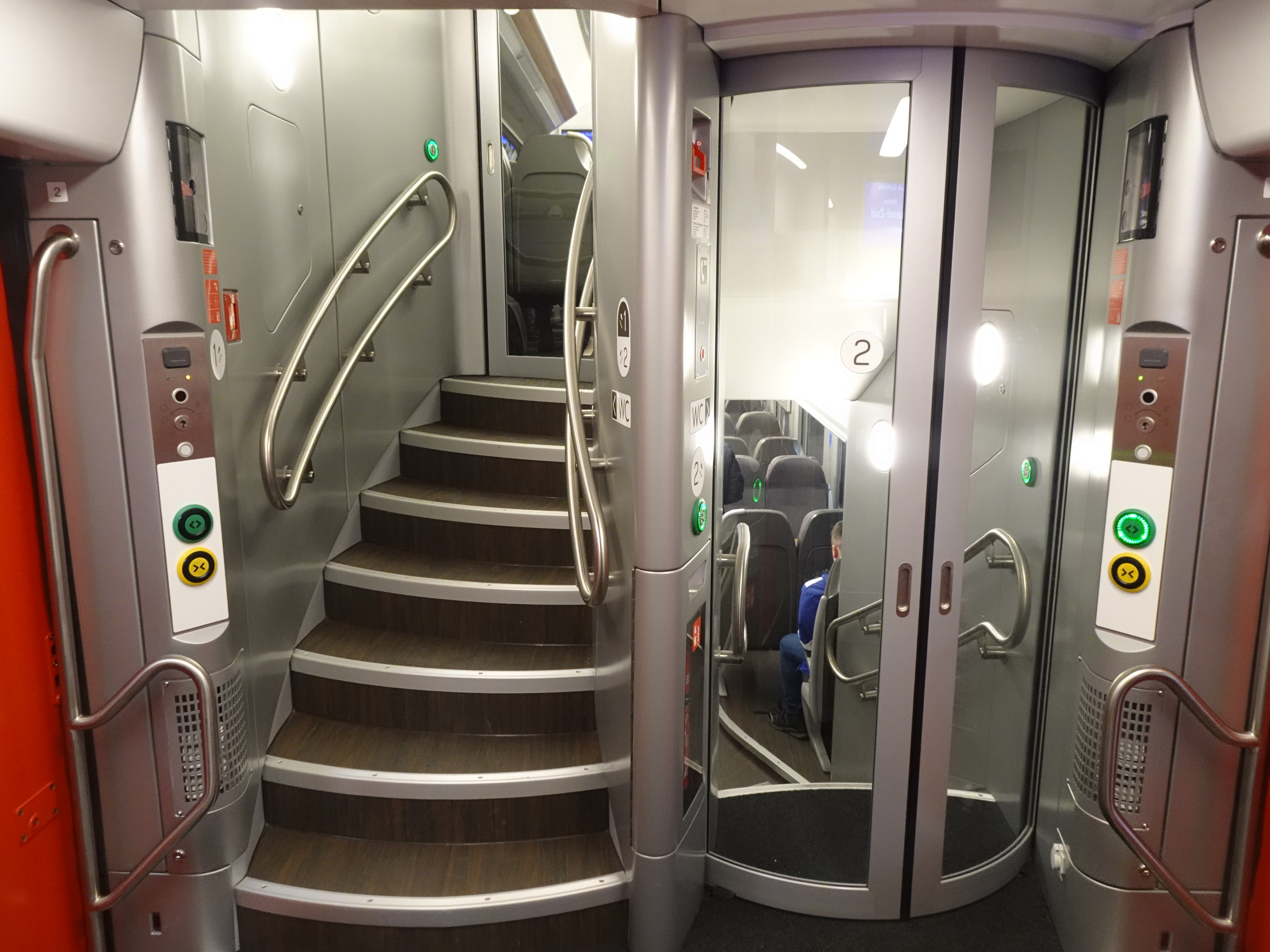
Escaliers.
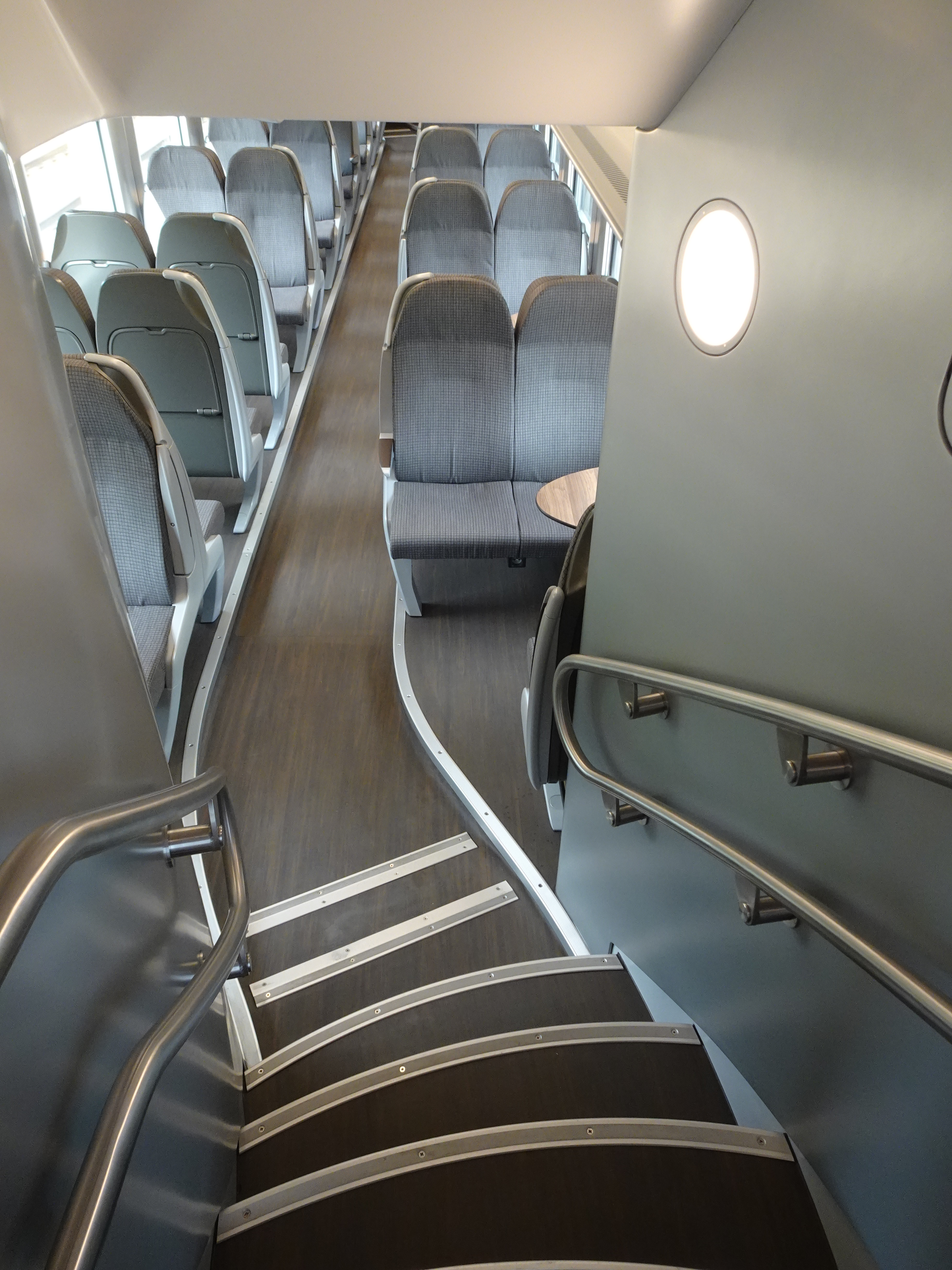
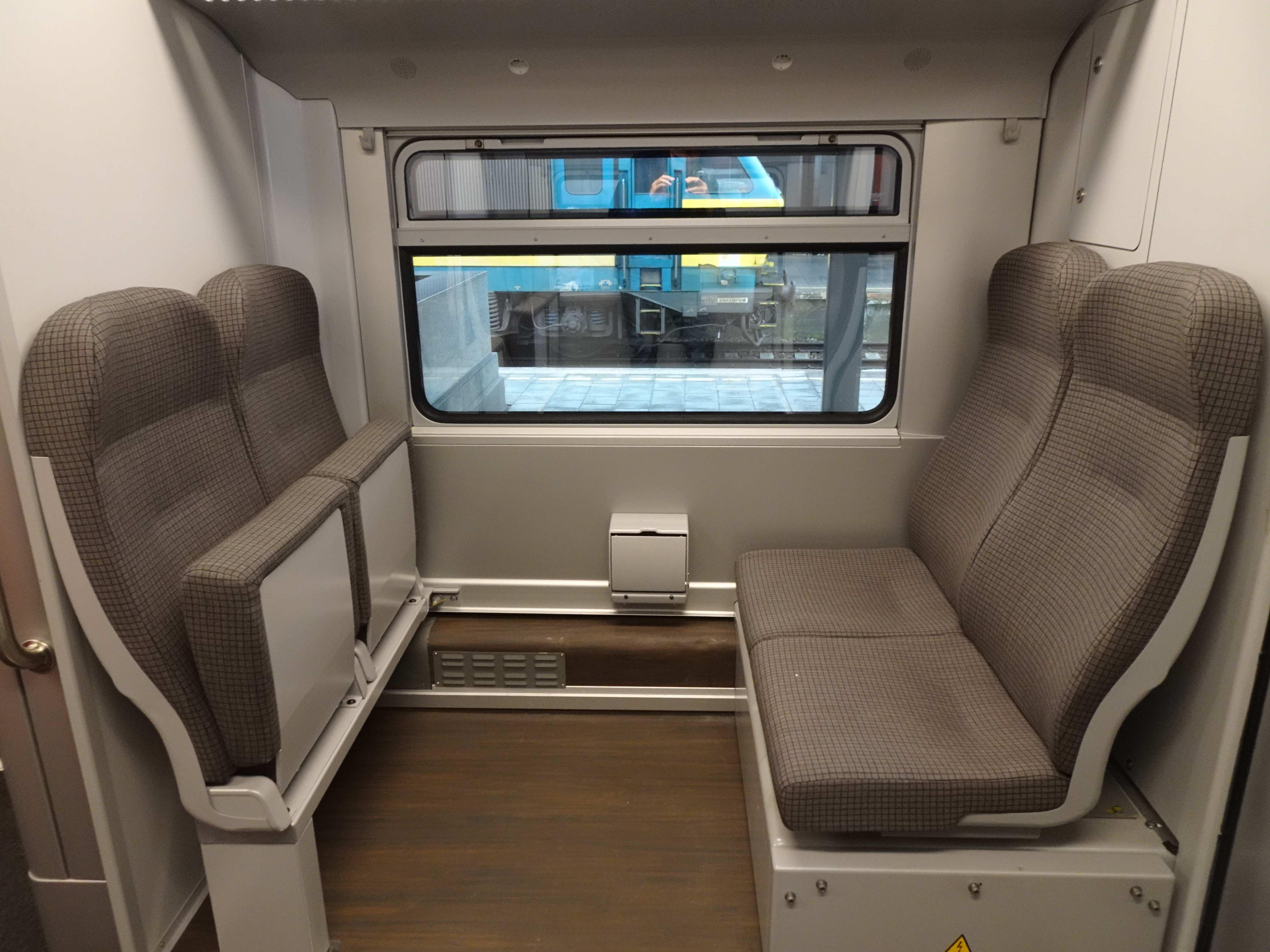
Espace multifonctions de seconde classe.

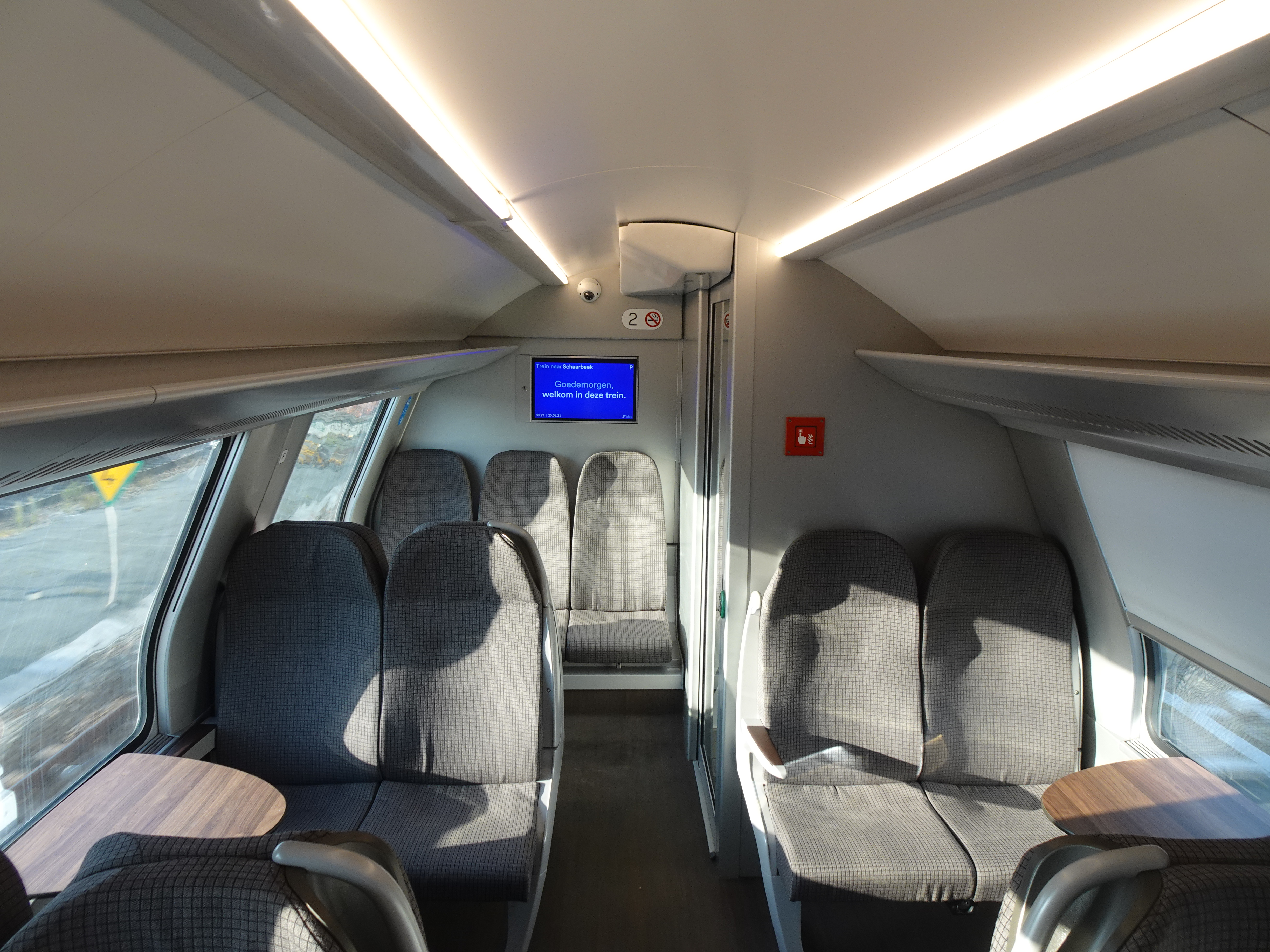
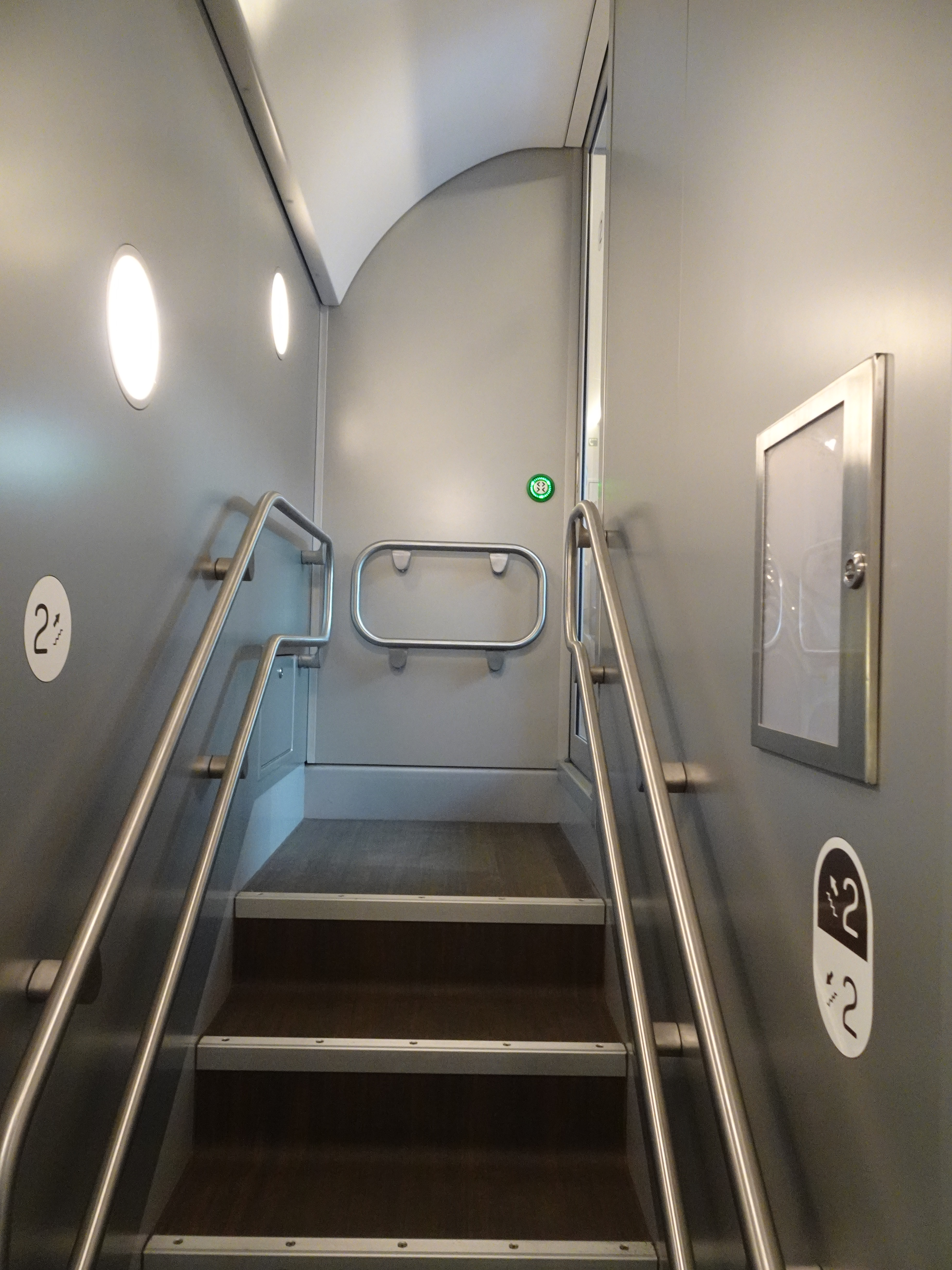
Intérieur de la motrice.
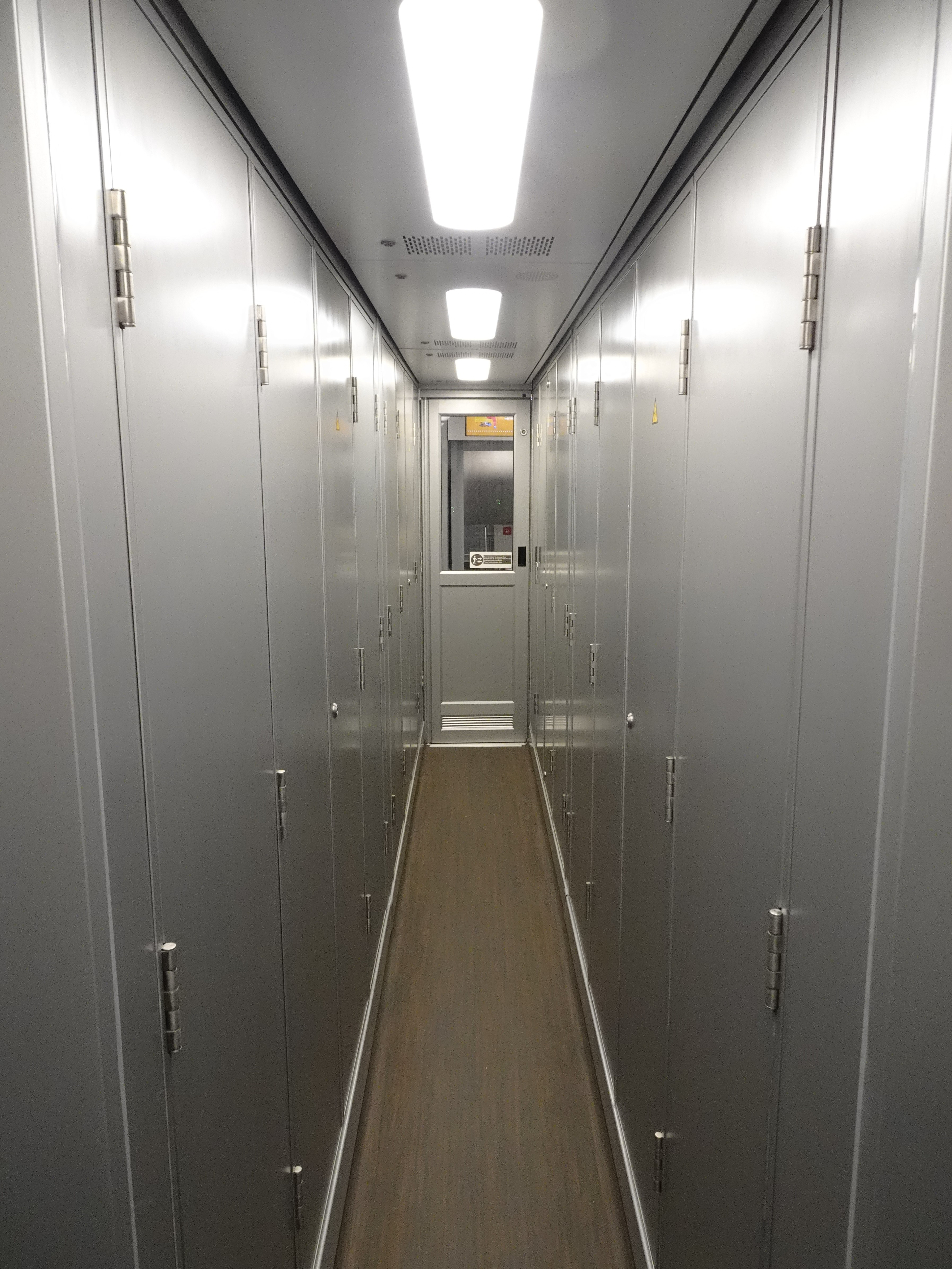